# Grand Prix 1922

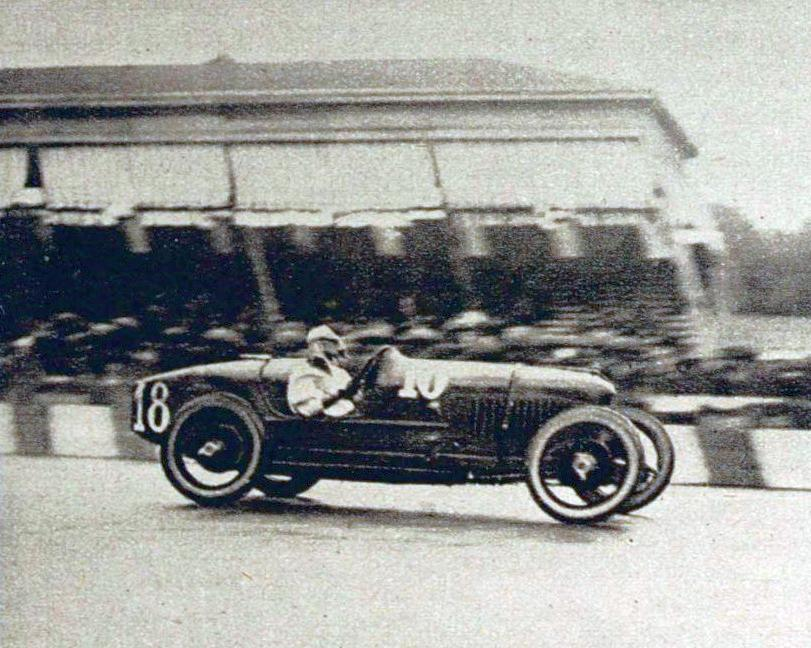
Pietro Bordino vann i Italien.

Grand Prix-säsongen 1922 kördes Italiens Grand Prix för första gången på Monza.

## Grand Prix
| Grand Prix            | Bana       | Datum       | Vinnande förare | Vinnande konstruktör |
| --------------------- | ---------- | ----------- | --------------- | -------------------- |
| Frankrikes Grand Prix | Strasbourg | 15 juli     | Felice Nazzaro  | FIAT                 |
| Italiens Grand Prix   | Monza      | 4 september | Pietro Bordino  | FIAT                 |